# Équipe cycliste GM Europa Ovini
L'équipe cycliste GM Europa Ovini est une équipe cycliste italienne créée en 2015 évoluant comme équipe continentale.

## Principales victoires
- Grand Prix Adria Mobil : Filippo Fortin (2016), Antonino Parrinello (2017)
- Belgrade-Banja Luka II : Filippo Fortin (2016)

## Classements UCI
L'équipe participe aux épreuves des circuits continentaux et principalement les courses du calendrier de l'UCI Europe Tour. Le tableau ci-dessous présente les classements de l'équipe sur le circuit, ainsi que son meilleur coureur au classement individuel.
UCI Europe Tour
| Saison | Classement par équipes | Meilleur coureur au classement individuel |
| ------ | ---------------------- | ----------------------------------------- |
| 2015   | 71e                    | Filippo Fortin (164e)                     |
| 2016   | 67e                    | Filippo Fortin (208e)                     |
| 2017   | 71e                    | Marco Tizza (364e)                        |

## GM Europa Ovini en 2017[1]

### Effectif
| Effectif 2017            | Effectif 2017     | Effectif 2017 | Effectif 2017             |
| Cycliste                 | Date de naissance | Pays          | Équipe précédente         |
| ------------------------ | ----------------- | ------------- | ------------------------- |
| Adriano Brogi            | 20 juillet 1991   | Italie        | D'Amico Bottecchia (2015) |
| Leonardo Canepa          | 30 juin 1997      | Italie        |                           |
| Francesco Canepa         | 30 juin 1997      | Italie        |                           |
| Andrea Di Federico       | 15 février 1995   | Italie        |                           |
| Antonio Di Sante         | 25 septembre 1993 | Italie        |                           |
| Francesco Gabriele       | 29 mars 1998      | Italie        |                           |
| Diego Guglielmetti       | 2 mars 1998       | Italie        |                           |
| Mirko Iafrati            | 27 avril 1998     | Italie        |                           |
| Sebastian Lander         | 11 mars 1991      | Danemark      | ONE Pro Cycling (2016)    |
| Rossano Mauti            | 31 mai 1997       | Italie        |                           |
| Davide Pacchiardo        | 30 mai 1990       | Italie        |                           |
| Antonino Parrinello      | 2 octobre 1988    | Italie        | D'Amico Bottecchia (2016) |
| Matteo Rotondi           | 26 septembre 1996 | Italie        |                           |
| Andrea Ruscetta          | 17 janvier 1990   | Italie        |                           |
| Marco Tizza              | 6 février 1992    | Italie        | D'Amico Bottecchia (2016) |
|                          |                   |               |                           |
| Source : ProCyclingStats |                   |               |                           |

### Victoires
| Victoires | Victoires              | Victoires | Victoires | Victoires           | Victoires |
| Date      | Course                 | Pays      | Classe    | Vainqueur           |           |
| --------- | ---------------------- | --------- | --------- | ------------------- | --------- |
| 2 avr.    | Grand Prix Adria Mobil | Slovénie  | 1.2       | Antonino Parrinello |           |

## Saison précédentes
- GM en 2015
- GM Europa Ovini en 2016